# 만프레트 아이허
만프레트 아이허(Manfred Eicher, 1943년 7월 9일 ~ )는 독일의 음반 프로듀서이자, ECM 음반사를 세운 사람이다.

## 생애
린다우에서 태어나, 베를린 음악 아카데미에서 음악을 공부했다. 콘트라베이스 연주자이기도 하다.
1969년 뮌헨에서 ECM을 세워 키스 자렛, 칙 코리아, 팻 메시니 등의 음반을 냈다.
1984년에는 서양 고전 음악을 취급하는 'ECM 뉴 시리즈' 음반사를 세워, 스티브 라이시, 아르보 패르트 등의 앨범을 냈다.
ECM 음반사에서 나오는 대부분의 앨범은 아이허가 직접 프로듀싱했다.